# Chiché (Deux-Sèvres)
Chiché é uma comuna francesa na região administrativa da Nova Aquitânia, no departamento de Deux-Sèvres. Estende-se por uma área de 46,99 km². Em 2010 a comuna tinha 1 737 habitantes (densidade: 37 hab./km²).